# Karl Kälin (Geistlicher)
Karl Kälin; auch: Carl Kälin; (* 5. Mai 1870 in Einsiedeln; † 1. Januar 1950 in Basel) war ein Schweizer römisch-katholischer Priester  und Schriftsteller.

## Leben
Karl Kälin war ein Sohn des Schriftstellers Eduard Kälin. Er trat dem Jesuitenorden bei und empfing 1901 die Priesterweihe. Kälin wirkte als Pfarrer in verschiedenen Gemeinden in der Schweiz. Daneben gehörte er der Redaktion der Zeitschrift Die katholischen Missionen an. Kälin war Verfasser von erzählenden Werken über die katholische Mission und übersetzte aus dem Englischen.

## Werke
- In den Zelten des Mahdi. Herder, Freiburg im Breisgau 1904.
- Der Sieger aus Futuna. Herder, Freiburg im Breisgau 1926.

## Übersetzungen
- Francis J. Finn: Philipp, der kleine Sänger. Einsiedeln [u. a.] 1902.